# Hypnodendron parvum
Hypnodendron parvum là một loài Rêu trong họ Hypnodendraceae. Loài này được (Müll. Hal.) Dixon mô tả khoa học đầu tiên năm 1922.